# پنج مانع
پنج مانع (انگلیسی: The Five Obstructions) یک فیلم مستند هنری دانمارکی به کارگردانی یورن لت و لارس فون تریه محصول سال ۲۰۰۳ است.

## بازیگران
- پاتریک بوشو
- یورن لت
- لارس فون تریه
- الکساندرا وندرنوت
- یان نووینسکی
- استینا اکبلاد